# Nyctimantis brunoi
Nyctimantis brunoi är en groddjursart som beskrevs av Miranda-Ribeiro 1920. Nyctimantis brunoi ingår i släktet Nyctimantis och familjen lövgrodor. Inga underarter finns listade i Catalogue of Life.

## Utseende
Honor är med en längd av 54 till 81 mm större än hannar som blir 49 till 62 mm långa. Typiskt är ett stort avplattat huvud med stora framåt riktade ögon. Arten har långa och smala extremiteter med sugskål på fingrar och tår. Färgen är allmänt ljusbrun med varierande mörka fläcker.

## Utbredning och ekologi
Denna groda förekommer i östra Brasilien vid havet i delstaterna Bahia, Minas Gerais, São Paulo, Rio de Janeiro och Espírito Santo. Den lever i låglandet och i kulliga områden upp till 500 meter över havet. En avskilda population finns mer inåt landet. Habitatet utgörs främst av Atlantskogen med epifyter och bambu. Dessutom besöks regnskogar och angränsande buskskogar. Grodynglens utveckling sker i tillfälliga pölar. Exemplaren sitter ofta i trädens håligheter eller i bromelior med huvudet före.
Nyctimantis brunoi har giftkörtlar i huden och giftet överförs när individen gnider huvudet mot fienden. Därför finns vid nosen taggiga utskott i kraniet. Giftet orsakar hos människor stora smärtor över flera timmar. För små gnagare är giftet 25 gånger dödligare än giftet från brasilianska näsgropsormar.

## Hot
Beståndet påverkas i viss mån av landskapsförändringar. Hela populationen minskar men den är fortfarande stor. IUCN kategoriserar arten globalt som livskraftig.